# W70 (核彈頭)
W70是供美國MGM-52長矛導彈（{{lang-en|MGM-52 Lance missile）使用的二段式熱核彈頭。由勞倫斯利佛摩國家實驗室設計，W70-1和W70-2在1973年服役，而中子彈版本的W70-3在1981年服役。最後一枚W70在1996年2月被拆解。

## 設計
W70-1和W70-2版本為可變當量設計，爆炸當量預計為0.1-10萬噸(4.2-418.4 TJ)，而W70-3中子彈版本的爆炸當量預計為0.1萬噸(4.2 TJ)。據稱，W70-1的可變當量選項較W70-2多。W70-3據稱為40 %核裂變和60 %核聚變，有2個可變當量選項。W70重270磅(120 kg)，41英寸(100 cm)長，直徑為18英寸(46 cm)。
W70-1和W70-2在1973年6月至1977年7月期間生產，而W70-3在1983年8月至1984年2月期間生產。總共生產了900枚W70-1和W70-2，以及380枚W70-3。最後一枚彈頭在1992年9月退役。
W70是先前提議用於長矛導彈的W63的繼任人。W70使用了D類啟動連接裝置和禁用命令(英語: Command Disable)功能，但沒有低敏感度高爆炸藥和增強核爆炸安全設備(英語: Enhanced Nuclear Detonation Safety)。